# Klintehamn
Klintehamn é uma localidade da Suécia, situada na província histórica da Gotlândia.
Está localizada na costa oeste da ilha, a 32 km a sul da cidade de Visby.
Tem cerca de 1 535 habitantes, e pertence à comuna da Gotland.